# 宇宙-1运载火箭
宇宙-1运载火箭（俄语：Ко́смос-1）苏联在R-14中程弹道导弹（北约代号SS-5“短剑”）基础上研制的轻型运载火箭。美国国防部对这种火箭的代号是“SL-8”，美国国会的谢尔顿命名法（用于识别火箭的衍生型号）则称其为“C-1”。它与宇宙-3火箭有亲缘关系，后者是在R-14导弹的增程型R-14U基础上研制的；但它与宇宙-2火箭则没有关系，后者是在R-12导弹（北约代号SS-4“凉鞋”）基础上研制的。
R-14导弹的设计单位是著名火箭专家扬格利领导的OKB-586（第586特种设计局，即后来的乌克兰南方设计局）。该局也是R-12和宇宙-2的设计者。他们以65S3为开发代号开始了将R-14改进为运载火箭的研究（R-14的生产代号是8K65，而预定使用的上面级的代号是S3）。1961年4月，OKB-586完成了这种两级运载火箭的初步设计。新火箭利用R-14导弹作为第一级，代号为“S3”的上面级则需要从头开始研制。阿列克谢·米哈伊洛维奇·伊萨耶夫（飞毛腿导弹发动机的设计者）提供了第二级所需的发动机11D49。另外，为了适合于航天发射，调整了第一级的氧化剂箱结构。
1961年10月末苏联政府正式批准研制65S3火箭，作为“流星”号和“箭” 号卫星的发射工具。1962年，OKB-586将已接近于完成的研究工作转交给了位于东西伯利亚的OKB-10（由列舍特涅夫领导）。火箭的首次试射在拜科努尔的NIIP-5导弹靶场进行。列舍特涅夫和伊萨耶夫发展了一种被称为“上升”的综合发射系统，他们将原用于发射R-16洲际导弹的设施改装成了这种发射系统，作为65S3的发射台（拜科努尔的41号发射阵地，第15发射工位）。
1964年8月18日，第一枚65S3从拜科努尔发射成功，将三颗模拟卫星（分别编号为宇宙-38~宇宙-40）送入轨道。虽然苏联官方媒体将65S3火箭称为宇宙-1，但它的开发进度实际上晚于宇宙-2，后者在1961年就进行了第一次发射。到1965年退役时为止，宇宙-1总共发射了8次，其中失败一次；所执行的几乎都是一箭多星的任务。
宇宙-1从未投入批量生产。1965年12月28日发射宇宙-103卫星之后，这种火箭被停止使用。R-14家族中唯一被量产的型号是宇宙-3M火箭（生产代号11K65M），可以认为宇宙-1只是宇宙-3M最后定型之前的一种过渡型号。

## 资料来源
- 65S3
- 宇宙-1和宇宙-3